# Basorelief-diptic cu subiecte agrare și zootehnice (Chișinău)
Basorelief-diptic cu subiecte agrare și zootehnice este un monument de for public din orașul Chișinău. Este compus din două basoreliefuri amplasate pe fațada unei clădiri a centrului de expoziții Moldexpo, la adresa stradală str. Ghioceilor, 1. Conform Registrului, datează din 1954.
Cele două basoreliefuri sunt amplasate simetric de ambele părți ale intrării principale. Cel din stânga ilustrează subiecte agrare (floarea-soarelui, porumb, viță-de-vie, cereale), iar cel din dreapta subiecte zootehnice (vite, cal, miel, dar și struguri și cereale).
| Basorelieful din stânga                   |  | Basorelieful din dreapta |
| Basoreliefurile (din stânga, din dreapta) |  |                          |

Până în 2018, compoziția era clasificată drept monument de artă de însemnătate națională în cadrul Registrului monumentelor ocrotite de stat din Republica Moldova. Registrul monumentelor de for public, în care se află acum, a fost creat în același an.